# Erannis vancouverensis
Erannis vancouverensis là một loài bướm đêm trong họ Geometridae.